# Marina militare
La marina militare è una forza armata della componente marina di uno Stato. 

## Caratteristiche
Tipicamente è costituita come forza armata indipendente ed in passato aveva anche un controllo totalmente svincolato da quello dell'esercito, facendo le due forze capo a due ministeri indipendenti; a partire dalla seconda guerra mondiale vennero istituiti comandi unificati, i cosiddetti capi di stato maggiore riuniti. Essa protegge gli interessi nazionali e, di norma attraverso la componente della guardia costiera, che in alcune marine è un servizio autonomo con una propria catena di comando rispetto alla marina militare, è preposta anche alla salvaguardia della vita umana in mare.

## Struttura
Molte marine militari sono dotate di un'aviazione navale con velivoli ad ala fissa basati a terra per operazioni di pattugliamento o interdizione in mare, e di una forza di elicotteri distribuita sulle unità dotate di ponte di volo, con compiti antisommergibile ed antinave; le nazioni dotate di portaerei sono in possesso anche di velivoli in grado di effettuare operazioni di volo con decollo corto ed atterraggio verticale STOVL, o lanciabili con catapulta e recuperabili con cavi d'arresto (CATOBAR), o a decollo corto ed atterraggio con cavi (STOBAR), in relazione al tipo di portaerei disponibile. Ad esempio l'italiana Cavour (550) è una nave per velivoli di tipo STOVL, le portaerei statunitensi classe Nimitz sono di tipo CATOBAR e la portaerei russa Admiral Kuznecov è di tipo STOBAR.
In base alla loro capacità di operare le marine militari vengono distinte in marine d'altura (in inglese Blue water navy, marina delle acque blu), e marine costiere (Green water navy, marina delle acque verdi). Le marine fluviali vengono denominate, con un'espressione coniata in Vietnam, brown water navy, marine delle acque marroni. Per operare nelle acque profonde, a distanza dalla costa, una marina non deve essere dotata solo di navi da combattimento ma anche di vari tipi di nave da supporto logistico, a cominciare dalle petroliere di squadra, cisterne in grado di rifornire unità in navigazione, navi porta munizioni, navi officina; a volte le navi assommano varie caratteristiche, come i rifornitori di squadra dotati di cisterne e magazzini di pezzi di ricambio, come la Etna della Marina Militare italiana.
Ulteriori tipi di navi logistiche necessari per operare lontano dalle basi sono le navi appoggio sommergibili, in grado di permettere ad una flottiglia di unità subacquee di operare lontano dai porti base rifornendo di viveri e siluri o missili, ma anche, nel caso di sommergibili nucleari, di effettuare operazioni di pulizia non radicale dei reattori. Ancora, una flotta di norma è dotata di navi per operazioni anfibie, capaci di far sbarcare soldati e mezzi attraverso mezzi da sbarco più piccoli che escono da bacini allagabili situati all'interno, in modo da proteggere dal mare le operazioni di carico, o di veicoli anfibi come lo LVTP-7; queste navi sono spesso dotate anche di ponte di volo per elicotteri da trasporto, in grado di effettuare elisbarchi delle truppe, come la classe Tarawa statunitense.

## Le forze principali nel mondo
| Marina                 | CV | LPH LHA LHD | LPD LSD LST | C  | D  | F  | K  | P   | M  | SSBN | SSN | SSK | Totale navi | Tonnellaggio totale |
| ---------------------- | -- | ----------- | ----------- | -- | -- | -- | -- | --- | -- | ---- | --- | --- | ----------- | ------------------- |
| U.S. Navy              | 11 | 9           | 22          | 22 | 62 |    | 4  | 13  | 11 | 14   | 57  |     | 224         | 3 415 893           |
| Voenno-morskoj flot    | 1  |             | 19          | 6  | 16 | 33 | 21 | 35  | 43 | 14   | 32  | 23  | 288         | 845 730             |
| Marina dell'EPL        | 3  |             | 61          |    | 25 | 49 | 23 | 120 | 28 | 5    | 8   | 56  | 370         | 708 086             |
| Kaijō Jieitai          |    | 4           | 3           |    | 26 | 11 | 6  | 6   | 26 |      |     | 16  | 98          | 413 800             |
| Royal Navy             | 2  | 1           | 2           |    | 6  | 13 |    | 22  | 15 | 4    | 6   |     | 69          | 367 850             |
| Marine nationale       | 1  | 3           | 2           |    | 11 | 11 | 9  | 11  | 18 | 4    | 6   |     | 80          | 319 195             |
| Indian Navy            | 2  |             | 16          |    | 10 | 15 | 25 | 60  | 7  |      | 1   | 14  | 150         | 317 725             |
| Daehanminguk Haegun    |    | 1           | 4           |    | 12 | 10 | 21 | 9   | 10 |      |     | 13  | 80          | 178 710             |
| Marina Militare        | 1  | 1           | 3           |    | 4  | 14 | 6  | 10  | 10 |      |     | 8   | 57          | 177 249             |
| Zhōnghuá Mínguó Hǎijūn |    | 1           | 2           |    | 4  | 22 |    | 12  | 8  |      |     | 2   | 51          | 151 662             |